# Sloper (motor)

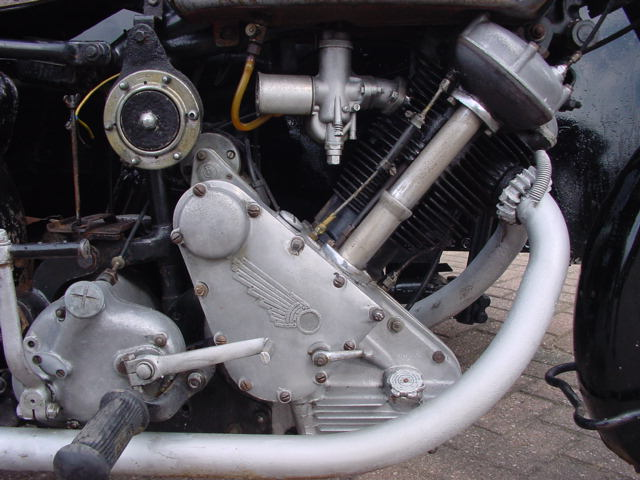
Een echte sloper, in dit geval van de P&M Panther Model 120 uit 1964

Een sloper is een motor met voorover hellende cilinder (Engels: to slope = hellen).
De bekendste slopers zijn de P&M Panther-motorfietsen, waarbij deze hellende cilinder zelfs de voorste framebuis verving, maar ook andere merken, zoals BSA, Duzmo, Humber, Juergensen en Sokol bouwden slopers.